# Aristobia freneyi
Aristobia freneyi es una especie de escarabajo longicornio del género Aristobia, subfamilia Lamiinae. Fue descrita científicamente por Schmitt en 1992.
Se distribuye por Camboya, China, Laos y Tailandia. Mide 18-37 milímetros de longitud. El período de vuelo ocurre en los meses de julio y agosto.